# Campeonato Europeo de Balonmano Masculino de 2024
El XVI Campeonato Europeo de Balonmano Masculino se celebró en Alemania entre el 10 y el 28 de enero de 2024 bajo la organización de la Federación Europea de Balonmano (EHF) y la Federación Alemana de Balonmano.
Un total de veinticuatro selecciones nacionales compitieron por el título europeo, cuyo anterior portador era el equipo de Suecia, vencedor del Europeo de 2022.
El equipo de Francia conquistó su cuarto título europeo al derrotar en la final a la selección de Dinamarca con un marcador de 33-31. En el partido por el tercer lugar el conjunto de Suecia venció al de Alemania.

## Sedes
| Foto | Grupo          | Ciudad     | Instalación         | Capacidad |
| ---- | -------------- | ---------- | ------------------- | --------- |
|      | A y D          | Berlín     | Mercedes-Benz Arena | 12 230    |
|      | A              | Düsseldorf | Merkur Spiel-Arena  | 50 000    |
|      | B y E          | Mannheim   | SAP Arena           | 13 200    |
|      | C y F          | Múnich     | Olympiahalle        | 12 500    |
|      | I y Fase final | Colonia    | Lanxess Arena       | 18 213    |
|      | II             | Hamburgo   | Barclaycard Arena   | 12 300    |

## Grupos
| Grupo A             | Grupo B | Grupo C    | Grupo D     | Grupo E              | Grupo F         |
| ------------------- | ------- | ---------- | ----------- | -------------------- | --------------- |
| Francia             | España  | Islandia   | Noruega     | Suecia               | Dinamarca       |
| Alemania            | Austria | Hungría    | Eslovenia   | Países Bajos         | Portugal        |
| Macedonia del Norte | Croacia | Serbia     | Polonia     | Bosnia y Herzegovina | República Checa |
| Suiza               | Rumania | Montenegro | Islas Feroe | Georgia              | Grecia          |

## Árbitros
18 parejas de árbitros fueron seleccionadas para este campeonato.
| País                 | Árbitros                                |
| -------------------- | --------------------------------------- |
| Alemania             | Maike Merz Tanja Kuttler                |
| Alemania             | Robert Schulze Tobias Tönnies           |
| Bosnia y Herzegovina | Amar Konjičanin Dino Konjičanin         |
| Dinamarca            | Mads Hansen Jesper Madsen               |
| Eslovenia            | Bojan Lah David Sok                     |
| España               | Andreu Marín Ignacio García             |
| Francia              | Charlotte Bonaventura Julie Bonaventura |
| Francia              | Karim Gasmi Raouf Gasmi                 |
| Islandia             | Jónas Elíasson Anton Pálsson            |

| País                | Árbitros                         |
| ------------------- | -------------------------------- |
| Lituania            | Vaidas Mažeika Mindaugas Gatelis |
| Macedonia del Norte | Slave Nikolov Guiorgui Nachevski |
| Moldavia            | Igor Covalciuc Alexei Covalciuc  |
| Montenegro          | Ivan Pavićević Miloš Ražnatović  |
| Noruega             | Lars Jørum Håvard Kleven         |
| Portugal            | Daniel Martins Roberto Martins   |
| República Checa     | Václav Horáček Jiří Novotný      |
| Suecia              | Mirza Kurtagic Mattias Wetterwik |
| Suiza               | Arthur Brunner Morad Salah       |

## Primera fase
- Todos los partidos en la hora local de Alemania (UTC+2).

Los dos primeros clasificados de cada grupo pasan a la segunda fase.

### Grupo A
| Equipo              | J | G | E | P | GF | GC  | DG  | PTS |
| ------------------- | - | - | - | - | -- | --- | --- | --- |
| Francia             | 3 | 2 | 1 | 0 | 98 | 85  | +13 | 5   |
| Alemania            | 3 | 2 | 0 | 1 | 91 | 72  | +19 | 4   |
| Macedonia del Norte | 3 | 1 | 0 | 2 | 83 | 100 | -17 | 2   |
| Suiza               | 3 | 0 | 1 | 2 | 67 | 82  | -15 | 1   |

- Resultados

| Fecha | Hora  | Partido¹            | Partido¹ | Partido¹            | Resultado |
| ----- | ----- | ------------------- | -------- | ------------------- | --------- |
| 10.01 | 18:00 | Francia             | -        | Macedonia del Norte | 39-29     |
| 10.01 | 20:45 | Alemania            | -        | Suiza               | 27-14     |
| 14.01 | 18:00 | Suiza               | -        | Francia             | 26-26     |
| 14.01 | 20:30 | Macedonia del Norte | -        | Alemania            | 25-34     |
| 16.01 | 18:00 | Macedonia del Norte | -        | Suiza               | 29-27     |
| 16.01 | 20:30 | Francia             | -        | Alemania            | 33-30     |

- (¹) – Todos en Berlín, excepto el primero, en Düsseldorf.

### Grupo B
| Equipo  | J | G | E | P | GF | GC | DG  | PTS |
| ------- | - | - | - | - | -- | -- | --- | --- |
| Croacia | 3 | 2 | 1 | 0 | 98 | 82 | +16 | 5   |
| Austria | 3 | 1 | 2 | 0 | 92 | 85 | +7  | 4   |
| España  | 3 | 1 | 1 | 1 | 98 | 96 | +2  | 3   |
| Rumania | 3 | 0 | 0 | 3 | 73 | 98 | -25 | 0   |

- Resultados

| Fecha | Hora  | Partido¹ | Partido¹ | Partido¹ | Resultado |
| ----- | ----- | -------- | -------- | -------- | --------- |
| 12.01 | 18:00 | Austria  | -        | Rumania  | 31-24     |
| 12.01 | 20:30 | España   | -        | Croacia  | 29-39     |
| 14.01 | 18:00 | Rumania  | -        | España   | 24-36     |
| 14.01 | 20:30 | Croacia  | -        | Austria  | 28-28     |
| 16.01 | 18:00 | Croacia  | -        | Rumania  | 31-25     |
| 16.01 | 20:30 | España   | -        | Austria  | 33-33     |

- (¹) – Todos en Mannheim.

### Grupo C
| Equipo     | J | G | E | P | GF | GC | DG  | PTS |
| ---------- | - | - | - | - | -- | -- | --- | --- |
| Hungría    | 3 | 3 | 0 | 0 | 87 | 76 | +11 | 6   |
| Islandia   | 3 | 1 | 1 | 1 | 83 | 90 | -7  | 3   |
| Montenegro | 3 | 1 | 0 | 2 | 84 | 86 | -2  | 2   |
| Serbia     | 3 | 0 | 1 | 2 | 83 | 85 | -2  | 1   |

- Resultados

| Fecha | Hora  | Partido¹   | Partido¹ | Partido¹   | Resultado |
| ----- | ----- | ---------- | -------- | ---------- | --------- |
| 12.01 | 18:00 | Islandia   | -        | Serbia     | 27-27     |
| 12.01 | 20:30 | Hungría    | -        | Montenegro | 26-24     |
| 14.01 | 18:00 | Montenegro | -        | Islandia   | 30-31     |
| 14.01 | 20:30 | Serbia     | -        | Hungría    | 27-28     |
| 16.01 | 18:00 | Serbia     | -        | Montenegro | 29-30     |
| 16.01 | 20:30 | Islandia   | -        | Hungría    | 25-33     |

- (¹) – Todos en Múnich.

### Grupo D
| Equipo      | J | G | E | P | GF | GC | DG  | PTS |
| ----------- | - | - | - | - | -- | -- | --- | --- |
| Eslovenia   | 3 | 3 | 0 | 0 | 92 | 81 | +11 | 6   |
| Noruega     | 3 | 1 | 1 | 1 | 85 | 75 | +10 | 3   |
| Polonia     | 3 | 1 | 0 | 2 | 78 | 92 | -14 | 2   |
| Islas Feroe | 3 | 0 | 1 | 2 | 83 | 90 | -7  | 1   |

- Resultados

| Fecha | Hora  | Partido¹    | Partido¹ | Partido¹    | Resultado |
| ----- | ----- | ----------- | -------- | ----------- | --------- |
| 11.01 | 18:00 | Eslovenia   | -        | Islas Feroe | 32-29     |
| 11.01 | 20:30 | Noruega     | -        | Polonia     | 32-21     |
| 13.01 | 18:00 | Polonia     | -        | Eslovenia   | 25-32     |
| 13.01 | 20:30 | Islas Feroe | -        | Noruega     | 26-26     |
| 15.01 | 18:00 | Polonia     | -        | Islas Feroe | 32-28     |
| 15.01 | 20:30 | Noruega     | -        | Eslovenia   | 27-28     |

- (¹) – Todos en Berlín.

### Grupo E
| Equipo               | J | G | E | P | GF  | GC | DG  | PTS |
| -------------------- | - | - | - | - | --- | -- | --- | --- |
| Suecia               | 3 | 3 | 0 | 0 | 100 | 74 | +26 | 6   |
| Países Bajos         | 3 | 2 | 0 | 1 | 98  | 78 | +20 | 4   |
| Georgia              | 3 | 1 | 0 | 2 | 77  | 95 | -18 | 2   |
| Bosnia y Herzegovina | 3 | 0 | 0 | 3 | 59  | 87 | -28 | 0   |

- Resultados

| Fecha | Hora  | Partido¹             | Partido¹ | Partido¹             | Resultado |
| ----- | ----- | -------------------- | -------- | -------------------- | --------- |
| 11.01 | 18:00 | Países Bajos         | -        | Georgia              | 34-29     |
| 11.01 | 20:30 | Suecia               | -        | Bosnia y Herzegovina | 29-20     |
| 13.01 | 18:00 | Bosnia y Herzegovina | -        | Países Bajos         | 20-36     |
| 13.01 | 20:30 | Georgia              | -        | Suecia               | 26-42     |
| 15.01 | 18:00 | Bosnia y Herzegovina | -        | Georgia              | 19-22     |
| 15.01 | 20:30 | Suecia               | -        | Países Bajos         | 29-28     |

- (¹) – Todos en Mannheim.

### Grupo F
| Equipo          | J | G | E | P | GF  | GC  | DG  | PTS |
| --------------- | - | - | - | - | --- | --- | --- | --- |
| Dinamarca       | 3 | 3 | 0 | 0 | 100 | 69  | +31 | 6   |
| Portugal        | 3 | 2 | 0 | 1 | 88  | 88  | 0   | 4   |
| República Checa | 3 | 1 | 0 | 2 | 70  | 73  | -3  | 2   |
| Grecia          | 3 | 0 | 0 | 3 | 72  | 100 | -28 | 0   |

- Resultados

| Fecha | Hora  | Partido¹        | Partido¹ | Partido¹        | Resultado |
| ----- | ----- | --------------- | -------- | --------------- | --------- |
| 11.01 | 18:00 | Portugal        | -        | Grecia          | 31-24     |
| 11.01 | 20:30 | Dinamarca       | -        | República Checa | 23-14     |
| 13.01 | 18:00 | República Checa | -        | Portugal        | 27-30     |
| 13.01 | 20:30 | Grecia          | -        | Dinamarca       | 28-40     |
| 15.01 | 18:00 | República Checa | -        | Grecia          | 29-20     |
| 15.01 | 20:30 | Dinamarca       | -        | Portugal        | 37-27     |

- (¹) – Todos en Múnich.

## Segunda fase
- Todos los partidos en la hora local de Alemania (UTC+2).

Los primeros dos de cada grupo disputan las semifinales.

### Grupo I
| Equipo   | J | G | E | P | GF  | GC  | DG  | PTS |
| -------- | - | - | - | - | --- | --- | --- | --- |
| Francia  | 5 | 5 | 0 | 0 | 174 | 154 | +20 | 10  |
| Alemania | 5 | 2 | 1 | 2 | 137 | 137 | 0   | 5   |
| Hungría  | 5 | 2 | 0 | 3 | 151 | 151 | 0   | 4   |
| Austria  | 5 | 1 | 2 | 2 | 132 | 138 | -6  | 4   |
| Islandia | 5 | 2 | 0 | 3 | 142 | 152 | -10 | 4   |
| Croacia  | 5 | 1 | 1 | 3 | 146 | 150 | -4  | 3   |

- Resultados

| Fecha | Hora  | Partido¹ | Partido¹ | Partido¹ | Resultado |
| ----- | ----- | -------- | -------- | -------- | --------- |
| 18.01 | 15:30 | Hungría  | -        | Austria  | 29-30     |
| 18.01 | 18:00 | Francia  | -        | Croacia  | 34-32     |
| 18.01 | 20:30 | Alemania | -        | Islandia | 26-24     |
| 20.01 | 15:30 | Francia  | -        | Islandia | 39-32     |
| 20.01 | 18:00 | Hungría  | -        | Croacia  | 29-26     |
| 20.01 | 20:30 | Alemania | -        | Austria  | 22-22     |
| 22.01 | 15:30 | Croacia  | -        | Islandia | 30-35     |
| 22.01 | 18:00 | Francia  | -        | Austria  | 33-28     |
| 22.01 | 20:30 | Alemania | -        | Hungría  | 35-28     |
| 24.01 | 15:30 | Austria  | -        | Islandia | 24-26     |
| 24.01 | 18:00 | Francia  | -        | Hungría  | 35-32     |
| 24.01 | 20:30 | Alemania | -        | Croacia  | 24-30     |

- (¹) – Todos en Colonia.

### Grupo II
| Equipo       | J | G | E | P | GF  | GC  | DG  | PTS |
| ------------ | - | - | - | - | --- | --- | --- | --- |
| Dinamarca    | 5 | 4 | 0 | 1 | 158 | 132 | +26 | 8   |
| Suecia       | 5 | 3 | 0 | 2 | 147 | 144 | +3  | 6   |
| Eslovenia    | 5 | 3 | 0 | 2 | 145 | 147 | -2  | 6   |
| Portugal     | 5 | 2 | 1 | 2 | 163 | 172 | -9  | 5   |
| Noruega      | 5 | 2 | 0 | 3 | 150 | 149 | +1  | 4   |
| Países Bajos | 5 | 0 | 1 | 4 | 154 | 173 | -19 | 1   |

- Resultados

| Fecha | Hora  | Partido¹     | Partido¹ | Partido¹     | Resultado |
| ----- | ----- | ------------ | -------- | ------------ | --------- |
| 17.01 | 15:30 | Noruega      | -        | Portugal     | 32-37     |
| 17.01 | 18:00 | Dinamarca    | -        | Países Bajos | 39-27     |
| 17.01 | 20:30 | Eslovenia    | -        | Suecia       | 22-28     |
| 19.01 | 15:30 | Eslovenia    | -        | Portugal     | 30-33     |
| 19.01 | 18:00 | Noruega      | -        | Países Bajos | 35-32     |
| 19.01 | 20:30 | Dinamarca    | -        | Suecia       | 28-27     |
| 21.01 | 15:30 | Eslovenia    | -        | Países Bajos | 37-34     |
| 21.01 | 18:00 | Suecia       | -        | Portugal     | 40-33     |
| 21.01 | 20:30 | Noruega      | -        | Dinamarca    | 23-29     |
| 23.01 | 15:30 | Países Bajos | -        | Portugal     | 33-33     |
| 23.01 | 18:00 | Eslovenia    | -        | Dinamarca    | 28-25     |
| 23.01 | 20:30 | Noruega      | -        | Suecia       | 33-23     |

- (¹) – Todos en Hamburgo.

## Fase final
- Todos los partidos en la hora local de Alemania (UTC+2).

|  | Semifinales | Semifinales |    |        | Final        | Final       |  |
|  | 26 de enero | 26 de enero |    |        | 28 de enero  | 28 de enero |  |
|  |             |             |    |        |              |             |  |
|  |             |             |    |        |              |             |  |
|  | Francia TE  | 34          |    |        |              |             |  |
|  | Suecia      | 30          |    |        |              |             |  |
|  |             |             |    |        |              |             |  |
|  |             |             |    |        |              |             |  |
|  |             |             |    |        | Francia TE   | 33          |  |
|  |             | Dinamarca   | 31 |        |              |             |  |
|  |             |             |    |        |              |             |  |
|  |             |             |    |        |              |             |  |
|  |             |             |    |        | Tercer lugar |             |  |
|  |             |             |    |        |              |             |  |
|  | Alemania    | 26          |    | Suecia | 34           |             |  |
|  | Dinamarca   | 29          |    |        | Alemania     | 31          |  |

### Semifinales
| Fecha | Hora  | Partido¹ | Partido¹ | Partido¹  | Resultado |
| ----- | ----- | -------- | -------- | --------- | --------- |
| 26.01 | 17:45 | Francia  | -        | Suecia    | 34-30 TE  |
| 26.01 | 20:30 | Alemania | -        | Dinamarca | 26-29     |

- (¹) – En Colonia.

### Quinto lugar
| Fecha | Hora  | Partido¹ | Partido¹ | Partido¹  | Resultado |
| ----- | ----- | -------- | -------- | --------- | --------- |
| 26.01 | 15:00 | Hungría  | -        | Eslovenia | 23-22     |

### Tercer lugar
| Fecha | Hora  | Partido¹ | Partido¹ | Partido¹ | Resultado |
| ----- | ----- | -------- | -------- | -------- | --------- |
| 28.01 | 15:00 | Suecia   | -        | Alemania | 34-31     |

### Final
| Fecha | Hora  | Partido¹ | Partido¹ | Partido¹  | Resultado |
| ----- | ----- | -------- | -------- | --------- | --------- |
| 28.01 | 17:45 | Francia  | -        | Dinamarca | 33-31 TE  |

- (¹) – En Colonia.

## Medallero
| Francia | Dinamarca | Suecia |
| Samir Bellahcene Charles Bolzinger Rémi Desbonnet Hugo Descat Ludovic Fabregas Luka Karabatic Nikola Karabatić Karl Konan Benoît Kounkoud Yanis Lenne Kentin Mahé Dika Mem Dylan Nahi Timothey N'Guessan Valentin Porte Elohim Prandi Nedim Remili Melvyn Richardson Nicolas Tournat | Michael Damgaard Mathias Gidsel Simon Hald Jóhan Hansen Mikkel Hansen Emil Jakobsen Magnus Saugstrup Lukas Jørgensen Niclas Kirkeløkke Niklas Landin Magnus Landin Rasmus Lauge Hans Lindberg Emil Madsen Mads Mensah Larsen Hans Mensing Henrik Møllgaard Emil Nielsen Simon Pytlick | Oscar Bergendahl Jonathan Carlsbogård Felix Claar Max Darj Jonathan Edvardsson Jim Gottfridsson Eric Johansson Sebastian Karlsson Albin Lagergren Simon Möller Andreas Nilsson Andreas Palicka Lucas Pellas Daniel Pettersson Lukas Sandell Tobias Thulin Karl Wallinius Hampus Wanne |
| Guillaume Gille (seleccionador) | Nikolaj Jacobsen (seleccionador) | Glenn Solberg (seleccionador) |

## Estadísticas

### Clasificación general
| 1. Francia               |
| 2. Dinamarca             |
| 3. Suecia JO CM          |
| 4. Alemania CM           |
| 5. Hungría               |
| 6. Eslovenia             |
| 7. Portugal              |
| 8. Austria               |
| 9. Noruega               |
| 10. Islandia             |
| 11. Croacia              |
| 12. Países Bajos         |
| 13. España               |
| 14. Montenegro           |
| 15. República Checa      |
| 16. Polonia              |
| 17. Macedonia del Norte  |
| 18. Georgia              |
| 19. Serbia               |
| 20. Islas Feroe          |
| 21. Suiza                |
| 22. Rumania              |
| 23. Grecia               |
| 24. Bosnia y Herzegovina |

### Máximos goleadores
| Núm. | Nombre            | Selección    | Goles | Tiros | %    | Partidos jugados |
| ---- | ----------------- | ------------ | ----- | ----- | ---- | ---------------- |
| 1    | Martim Costa      | Portugal     | 54    | 81    | 67 % | 7                |
| 1    | Mathias Gidsel    | Dinamarca    | 54    | 66    | 82 % | 8                |
| 3    | Juri Knorr        | Alemania     | 50    | 86    | 58 % | 9                |
| 4    | Dika Mem          | Francia      | 49    | 76    | 64 % | 9                |
| 5    | Rutger ten Velde  | Países Bajos | 45    | 65    | 69 % | 7                |
| 6    | Ludovic Fabregas  | Francia      | 44    | 50    | 88 % | 9                |
| 6    | Aleks Vlah        | Eslovenia    | 44    | 75    | 59 % | 8                |
| 8    | Mykola Bilyk      | Austria      | 41    | 72    | 57 % | 7                |
| 9    | Niels Versteijnen | Países Bajos | 39    | 59    | 66 % | 7                |
| 10   | Felix Claar       | Suecia       | 38    | 52    | 73 % | 9                |

Fuente:  (pág. 1)

### Mejores porteros
| Núm. | Nombre              | Equipo              | Paradas | Tiros | %    | Partidos jugados |
| ---- | ------------------- | ------------------- | ------- | ----- | ---- | ---------------- |
| 1    | Emil Nielsen        | Dinamarca           | 77      | 195   | 39 % | 9                |
| 2    | Andreas Palicka     | Suecia              | 77      | 205   | 38 % | 7                |
| 3    | Dominik Kuzmanović  | Croacia             | 55      | 148   | 37 % | 5                |
| 3    | Tomáš Mrkva         | República Checa     | 34      | 93    | 37 % | 3                |
| 5    | Constantin Möstl    | Austria             | 81      | 229   | 35 % | 7                |
| 6    | Andreas Wolff       | Alemania            | 92      | 274   | 34 % | 9                |
| 7    | Torbjørn Bergerud   | Noruega             | 56      | 175   | 32 % | 7                |
| 8    | Samir Bellahcene    | Francia             | 63      | 204   | 31 % | 7                |
| 8    | Viktor Hallgrímsson | Islandia            | 64      | 204   | 31 % | 7                |
| 8    | Niklas Landin       | Dinamarca           | 50      | 163   | 31 % | 9                |
| 8    | Martin Tomovski     | Macedonia del Norte | 17      | 54    | 31 % | 3                |

Fuente:  (pág. 27)

### Equipo ideal
- Mejor jugador del campeonato —MVP—: Nedim Remili ( Francia).

| Posición          | Nombre           | País      |
| ----------------- | ---------------- | --------- |
| Portero           | Andreas Wolff    | Alemania  |
| Extremo derecho   | Robert Weber     | Austria   |
| Extremo izquierdo | Hampus Wanne     | Suecia    |
| Pivote            | Ludovic Fabregas | Francia   |
| Central           | Juri Knorr       | Alemania  |
| Lateral derecho   | Mathias Gidsel   | Dinamarca |
| Lateral izquierdo | Martim Costa     | Portugal  |
| Defensor          | Magnus Saugstrup | Dinamarca |

Fuente: 